# 메죄코바치하저구

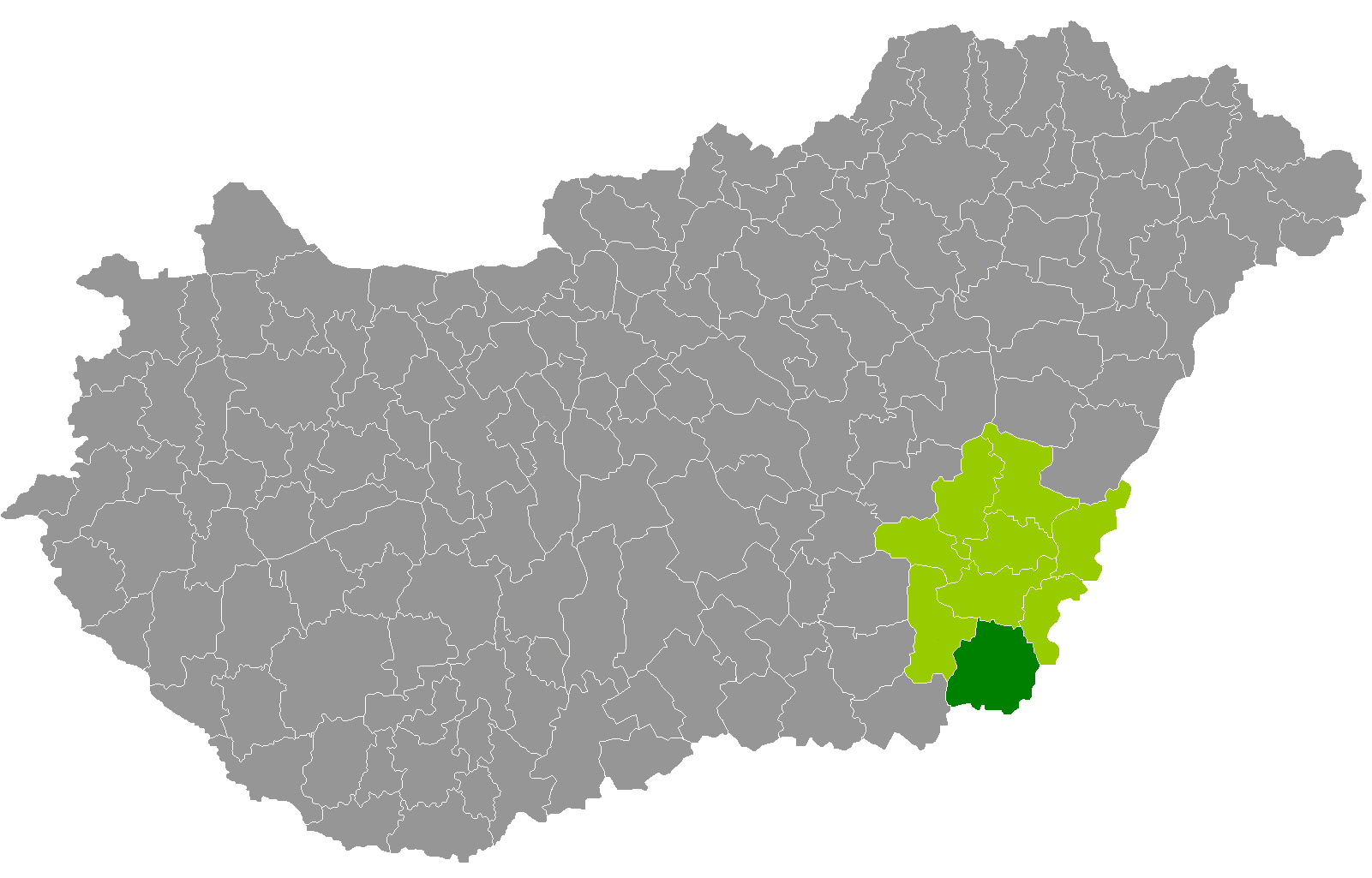
베케시주 지도에 표시된 메죄코바치하저구의 위치

메죄코바치하저구(헝가리어: Mezőkovácsházai járás)는 헝가리 베케시주에 위치한 구로 구청 소재지는 메죄코바치하저이며 면적은 881.49km2, 인구는 40,550명(2011년 기준), 인구 밀도는 46명/km2이다.
서쪽으로는 오로슈하저구, 촌그라드처나드주 머코구, 북쪽으로는 베케슈처버구, 북동쪽으로는 줄러구와 접하며 동쪽과 남쪽으로는 루마니아와 국경을 접한다. 18개 지방 자치체(4개 시, 14개 마을)를 관할한다.

구 문장